# Чистяк весенний
Чистя́к весе́нний, или Лю́тик весе́нний (лат. Ranunculus ficaria) — травянистое растение; вид рода Лютик (Ranunculus) семейства Лютиковые (Ranunculaceae). Название по устаревшим научным синонимам лат. Ficaria verna или лат. Ranunculus vernus, когда таксон включался в состав самостоятельного рода Чистяк или входил в состав рода Лютик в ранге подрода.
В числе русских общеупотребительных названий растения — жабник (Костромская область), курослепник (Саратовская область), заячий салат (Курская область). На территории Украины бытуют названия салата и салатник.

## Ботаническое описание
Многолетнее растение высотой до 25 см, листья расположены спирально. Стебли листьев имеют ножницеобразное основание, без семядолей, с бороздкой вдоль верхней поверхности и двумя углублениями внутри. Листья сердцевидные, 1-4 см в поперечнике, тёмно-зелёные сверху с характерным пёстрым рисунком, снизу бледно-зелёные. Часто встречаются пурпурнолистные сорта. Края листьев иногда округлые, но чаще угловатые или слабо лопастные. Некоторые кустики дают длинные столоны до 10 см длиной, что позволяет вегетативно распространяться и создавать обширный ковёр из растений.
Растение интересно тем, что обладает выводковыми почками двух типов: на корнях (клубеньковидные утолщённые придаточные корешки) и в пазухах листьев.
Цветки чистяка на солнечных местах посещают пыльцеядные жуки, мухи, пчёлы (в тени плоды на нём не образуются).
Формула цветка: {\displaystyle \ast K_{3}\;C_{8-12}\;A_{\infty }\;G_{\underline {\infty }}}.
На ночь и в сырую погоду цветки закрываются, благодаря чему в них сохраняется тепло, а пыльца защищена от сырости. В сухую погоду цветки открываются в 5—6 часов утра. Растения, находящиеся в тени, «просыпаются» позднее. Нектар у чистяка начинает выделяться при 4—6 °С. Максимум секреции приходится на более тёплые часы суток. После ночных морозов выделение нектара не ослабевает.

## Распространение и экология
Как и большинство лютиковых, этот вид предпочитают умеренный и прохладный климат, сырые места.
Растение широко распространено в Евразии: от атлантического побережья на западе до Западной Сибири на востоке. Ареал вида включает и всё Средиземноморье, в том числе страны Ближнего Востока и Северной Африки.

## Химический состав
Зола содержит в %: 43,9 калия, 9,6 натрия, 7,5 кальция, 2,3 магния, 2,0 железа, 2,9 фосфора, 1,6 серы, 7,8 кремния, 13,3 хлора.
В листьях содержится 55—107 мг % аскорбиновой кислоты. По другим данным — 190 мг %, а в выводковых почках 31,5 мг %.
Корни при 66,4 % влаги (от абсолютно сухого вещества в процентах) содержат: 3,7 золы, 6,7 протеина, 1,0 жира, 40,3 крахмала, 29,0 сахаров, 8,5 клетчатки.
Как и другие лютики, содержит ядовитые вещества протоанемонин, сапонины и немного синильной кислоты.

## Значение и использование
Ядовит для сельскохозяйственных животных. Во время цветения наиболее опасен для овец. Случаи отравления овец со смертельным исходом при поедании чистяка отмечены в ряде колхозов и совхозов Ставропольского края в 1962 году и повторялись в последующие годы.
Ранневесенний медонос и пыльценос. Пчёлы, мухи, и жуки собирают с цветков много пыльцы и немного мёда. Концентрация сахаров в нектаре не превышает 25—40 %, по другим данным около 65 %. В широколиственном лесу продуктивность нектара 0,1 кг/га. Продуктивность пыльцы пыльником 0,5 мг, надземным побегом 20,7 мг.
Корневые шишки в варёном виде можно использовать в пищу. В народной медицине применялся против цинги и геморроя.

## Классификация

### Таксономия
Ranunculus ficaria L., 1753, Sp. Pl. : 550
Вид Чистяк весенний относится к роду Лютик (Ranunculus) семействa Лютиковые (Ranunculaceae) порядка Лютикоцветные (Лютикоцветные). Таксономическая схема в соответствии с Системой APG IV по состоянию на июнь 2024 года:
|  |                                      |  |                                   |                                   |                     |  | ещё 6 семейств | ещё 6 семейств |                     |  |                          |  | еще 1 615 подтвержденных видов и 480 видов, ожидающих подтверждения | еще 1 615 подтвержденных видов и 480 видов, ожидающих подтверждения |  |
|  |                                      |  |                                   |                                   |                     |  | ещё 6 семейств | ещё 6 семейств |                     |  |                          |  | еще 1 615 подтвержденных видов и 480 видов, ожидающих подтверждения | еще 1 615 подтвержденных видов и 480 видов, ожидающих подтверждения |  |
|  |                                      |  |                                   | порядок Лютикоцветные             |                     |  |                |                | род Лютик           |  |                          |  |                                                                     |                                                                     |  |
|  |                                      |  |                                   | порядок Лютикоцветные             |                     |  |                |                | род Лютик           |  | 5 внутривидовых таксонов |  |                                                                     |                                                                     |  |
|  | отдел Цветковые, или Покрытосеменные |  |                                   |                                   | семейство Лютиковые |  |                |                | вид Чистяк весенний |  |                          |  |                                                                     |                                                                     |  |
|  | отдел Цветковые, или Покрытосеменные |  |                                   |                                   |                     |  |                |                |                     |  |                          |  |                                                                     |                                                                     |  |
|  |                                      |  | ещё 63 порядка цветковых растений | ещё 63 порядка цветковых растений |                     |  |                | ещё 53 рода    | ещё 53 рода         |  |                          |  |                                                                     |                                                                     |  |
|  |                                      |  |                                   | ещё 63 порядка цветковых растений |                     |  |                |                | ещё 53 рода         |  |                          |  |                                                                     |                                                                     |  |

### Внутривидовые таксоны
- Ranunculus ficaria subsp. calthifolius (Rchb.) Arcang.
- Ranunculus ficaria subsp. chrysocephalus P.D.Sell
- Ranunculus ficaria subsp. fertilis A.R.Clapham ex Laegaard
- Ranunculus ficaria subsp. ficaria
- Ranunculus ficaria subsp. ficariiformis Rouy & Foucaud

### Синонимы
- Caltha hiranoi Tamura
- Chelidonium minus Garsault
- Ficaria aperta Schur
- Ficaria boryi Heldr. ex Nyman
- Ficaria bulbifera (Á.Löve & D.Löve) Holub
- Ficaria communis Dum.Cours.
- Ficaria degenii Harv.
- Ficaria ficaria H.Karst.
- Ficaria peloponnesiaca Nyman
- Ficaria polypetala Gilib.
- Ficaria ranunculiflora Moench ex St.-Lag.
- Ficaria ranunculoides Roth
- Ficaria roberti F.W.Schultz
- Ficaria rotundifolia Schur
- Ficaria verna Huds.
- Ficaria verna f. divergens (F.Schultz) Soó
- Ficaria verna f. dolichopetala (Zapał.) Soó
- Ficaria verna f. marmorata Priszter
- Ficaria verna f. polypetala (Zapał.) Soó
- Ficaria verna subsp. bulbifera Á.Löve & D.Löve
- Ficaria vulgaris J.St.-Hil.
- Ranunculus ficaria subsp. bulbilifer Lambinon
- Ranunculus ficaria var. bulbifera Albert
- Ranunculus ficaria var. grandiflora (Robert) Strobl
- Ranunculus vernus f. divergens F.W.Schultz